# Graugans (Zeitschrift)
Die Graugans, Eigenschreibung die graugans, war eine Vorarlberger Literaturzeitschrift, die in den Jahren 1979 bis 1982 in fünf Ausgaben erschien. Sie wurde von Roland Jörg (* 1960) und Roger Vorderegger (* 1961) herausgegeben.

## Geschichte
Die Literatur in Vorarlberg war bis in die 1970er Jahre sehr stark von konservativen Schriftstellern geprägt. Ein Paradigmenwechsel wurde unter anderem durch eine junge, sich sukzessive etablierende Autorengeneration, der beispielsweise Schriftsteller wie Monika Helfer oder Michael Köhlmeier angehörten, herbeigeführt. Somit wurde auch der Ruf nach einer progressiven Literaturzeitschrift laut. Im Zuge der Neuordnung des literarischen Felds in Vorarlberg gründeten die damaligen Germanistik-Studenten Roland Jörg und Roger Vorderegger „die graugans“. Der Name der Zeitschrift leitet sich von dem altisländischen Wort „Grágás“ ab. Der Begriff stammt aus dem 13. Jahrhundert und bezeichnet ein Rechtsbuch, dessen Vorläufertext aus dem frühen 12. Jahrhundert den Beginn des isländischen Schrifttums markiert. Die nach Meinung der Herausgeber erste Literaturzeitschrift Vorarlbergs sollte aus diesem Grund fortan „graugans“ heißen.
Erst in der zweiten Ausgabe präsentierten sich die beiden als Herausgeber. In der dritten Ausgabe schließlich informierten Jörg und Vorderegger über die Weigerung seitens der Vorarlberger Landesregierung, das Blatt zu subventionieren.
1982, mit der fünften Ausgabe, war das Projekt wieder zu Ende. Von offizieller Seite hieß es, dass die verschiedenen Studienorte der Herausgeber einer gemeinsamen Organisation und Abstimmung abträglich waren. Allerdings kann auch die Entstehung des „Vorarlberger Autorenverbandes“ im Jahre 1982 als maßgeblich angesehen werden, da hier nun alle wichtigen Vertreter zusammengeschlossen waren und somit „die graugans“ als Plattform junger Autoren obsolet wurde.

## Programmatik
Nicht nur Schriftsteller, wie zum Beispiel Kurt Bracharz, H. C. Artmann und Friederike Mayröcker, sondern auch bildende Künstler wie Kurt Matt oder Gottfried Bechtold konnten veröffentlichen. Ebenso sind in den Ausgaben der „graugans“ sowohl kulturgeschichtliche als auch -politische und literaturwissenschaftliche Aufsätze zu finden. Die sich durch alle Ausgaben ziehende konsequente Kleinschreibung weist auf eine gesellschaftskritische Haltung der Herausgeber bzw. der „graugans“ hin. Sie kann somit angesehen werden als Versuch, „den von der kulturlobby aufgezwungenen doktrinen zumindest auszuweichen, (…) der graugans einen halbwegs erträglichen subjektiven freiraum zu bewahren.“ Die Kunst soll also als von jeder Ideologie isoliert betrachtet und ihre Emanzipation gefördert werden.